# فال خون
فال خون رمانی نوشته داود غفارزادگان است که توسط انتشارات سوره مهر به چاپ رسیده‌است. این کتاب بارها تجدید چاپ شده‌است.

## موضوع
غفارزادگان در کتاب «فال خون» داستان جنگ را از منظر متجاوزان روایت می‌کند.‌ کتاب از زبان عراقی‌ها روایت شده‌است. کتاب روایت داستان یک سرباز عراقی و مافوق اوست که برای دیده‌بانی و شناسایی اجساد به ارتفاعات غرب ایران به نام هور اعزام می‌شوند.
کتاب ماه ادبیات در شماره ۱۴۶ (آذر ۱۳۸۸) به نقد و بررسی این اثر پرداخته‌است در بخشی از این متن آمده‌است: «فال خون به دلیل نگاه ویژه و جدید به مقوله جنگ ایران و عراق، به جای پرداخت مستقیم به درگیری‌ها و مسائل جنگ بر روی موقعیت فردی انسان در حال جنگ و جایگاه او در صحنه‌های نبرد اشاره دارد.» برخی رسانه‌ها این کتاب را با عنوان «مولود مبارکی در دهه ۷۰» معرفی کرده‌اند.

## نشر‌ و ترجمه
این کتاب در ۱۰۳ صفحه نوشته شده است. این کتاب توسط انتشارات ایرانی بارها در ایران چاپ یا تجدید چاپ، و به زبان‌های مختلف دنیا نیز ترجمه شده است. این کتاب اولین بار توسط  این رمان برای اولین بار از سوی انتشارات قدیانی با مجموعه تیراژهای ۱۵۰۰۰ نسخه منتشر شده بود. سپس انتشارات سوره مهر آن را مجدد چاپ کرد.

### انتشار در آمریکا و ترکیه
کتاب در سال ۲۰۰۸ به زبان انگلیسی و توسط محمدرضا قانون پرور استاد دانشگاه تگزاس با عنوان Fortune told in blood منتشر شده‌است. این کتاب را انتشارات دانشگاه تگزاس منتشر کرده‌است. این کتاب به همت مرکز مطالعات شرق‌شناسی دانشگاه تگزاس در شهر آستین، تگزاس منتشر شده‌است. این مرکز بیش از بیست سال قدمت دارد و تاکنون چندین ترجمه از کتب شرقی را منتشر کرده‌است.
این رمان همچنین در ترکیه منتشر شده‌است.

## جوایز
کتاب در جشنواره ربع قرن دفاع مقدس برگزیده و شایسته تقدیر شناخته شد. کتاب از بین ۷۰۰ کتاب منتخب و حاضر در این جشنواره انتخاب شده‌است.